# Семенов Сергій Іванович
Сергій Іванович Семенов (6 лютого 1904, Вороново, Шліссельбургський повіт — ⁣19 березня 1943, Старий Салтів) — радянський військовий, кавалер орденів Леніна та Червоного прапора. Похований у Старому Салтові, його могила має статус пам'ятки історії місцевого значення.

## Життєпис
Сергій Семенов народився 6 лютого 1904 року у селі Вороново Порічської волості Шліссельбургського повіту Санкт-Петербурзької губернії. З 1921 року служив у лавах Червоної армії, був кадровим військовим. Брав участь у Німецько-радянській війні з самого її початку 22 червня 1941 року. З листопада того ж року служив у 1-у гвардійському кавалерійському корпусі начальником артилерії. Протягом 1941—1942 років гвардії полковник Сергій Семенов брав активну участь у боях під Каширою, Веньовом, Сталіногорськом, Одоєво, Козельськом та Мосальськом. За що 30 січня 1943 року був відзначений орденом Червоного прапору, на момент нагородження був членом ВКП (б). У березні 1943 року брав участь у боях під Балаклією та Старим Салтовом у Харківській області, загинув 19 березня 1943 року захищаючу Старосалтівську переплаву. Посмертно був нагороджений орденом Леніна 1 липня 1944 року.
Сергій Семенов похований у Старому Салтові на вулиці Перемоги. Рішенням виконавчого комітету Харківської обласної ради депутатів трудящих № 61 від 25 січня 1972 року поховання отримало статус пам'ятки історії місцевого значення з охоронним номером 689.

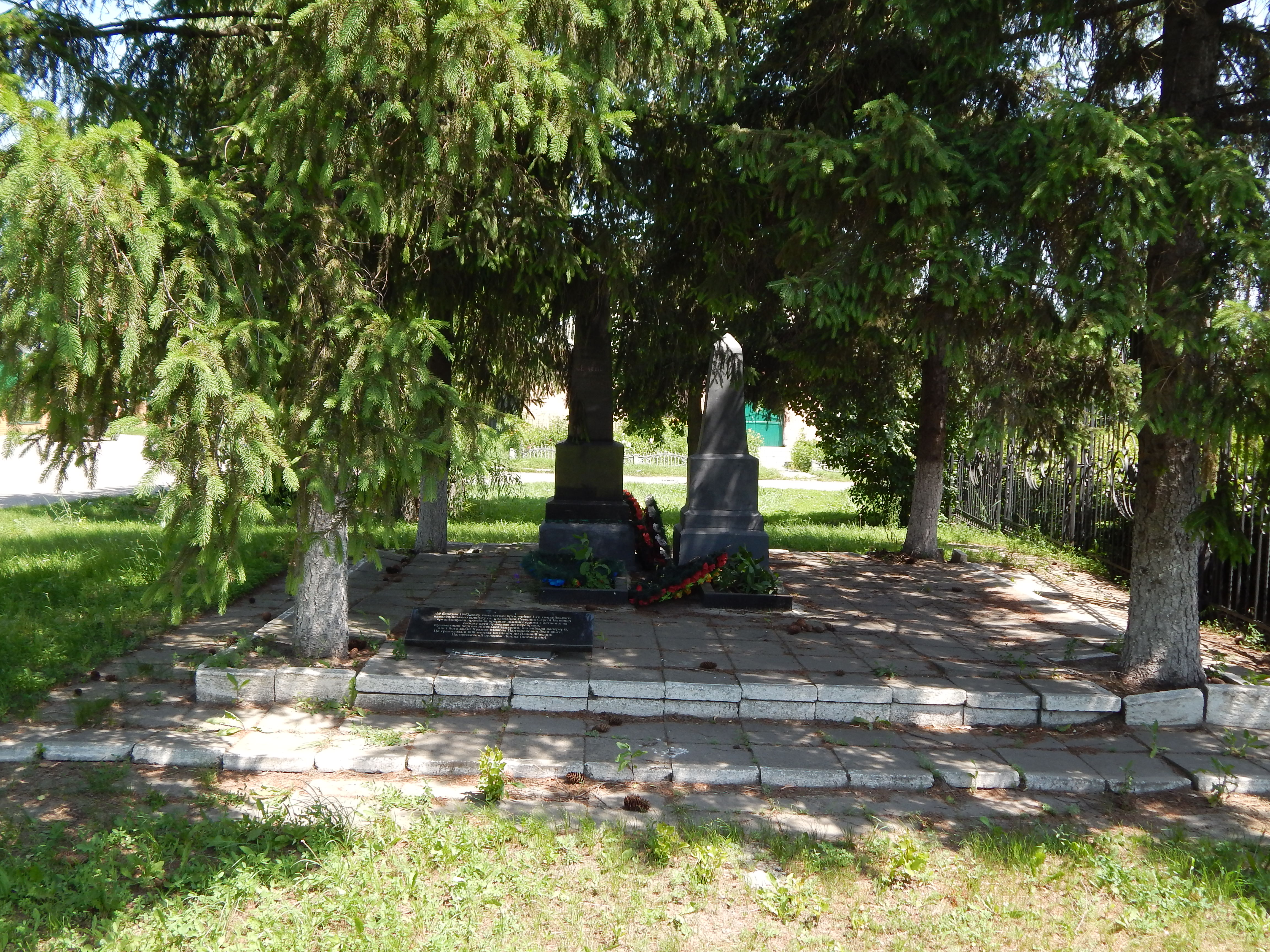
Загальний вид (2021)
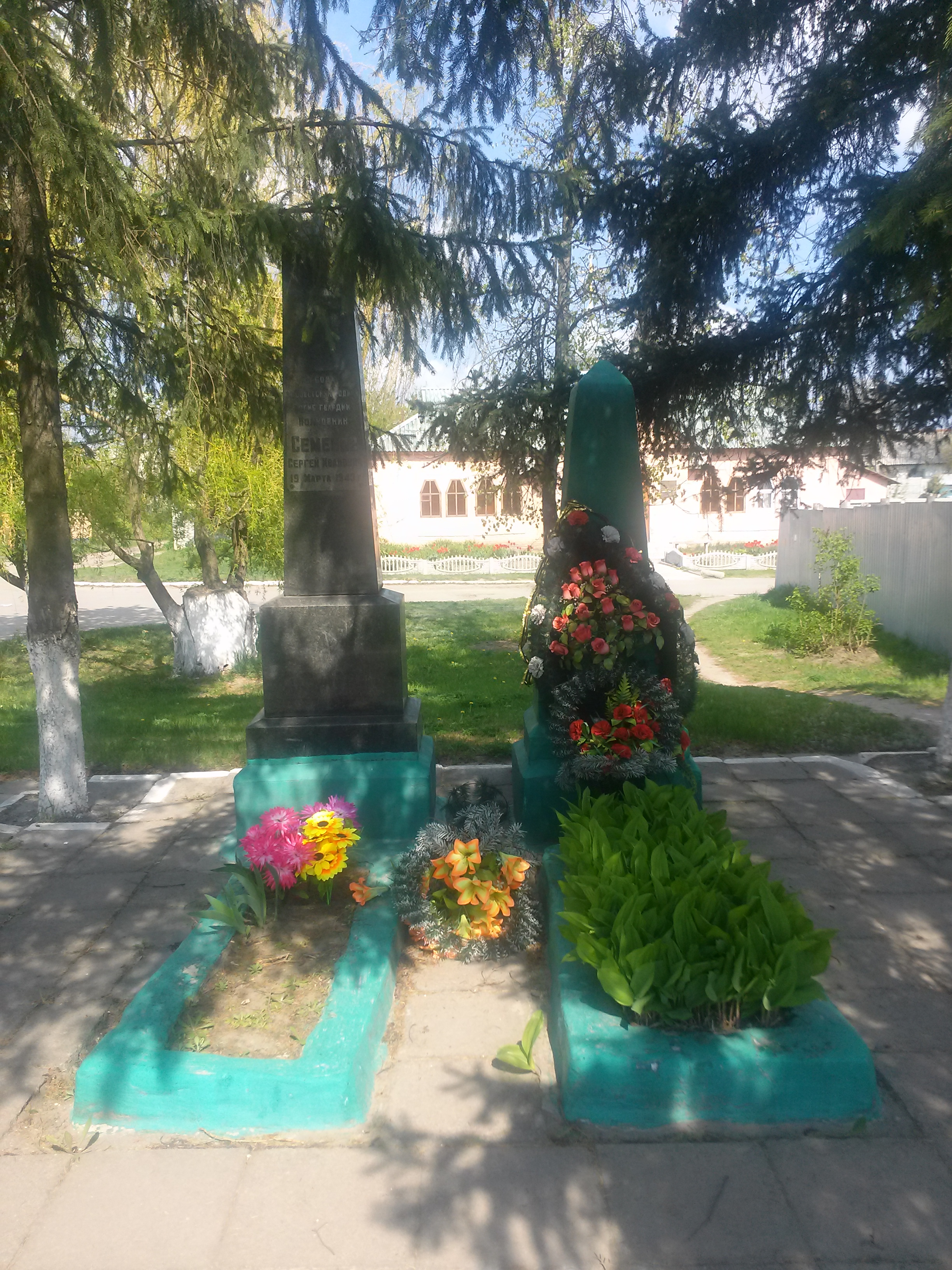
Могила (2015)
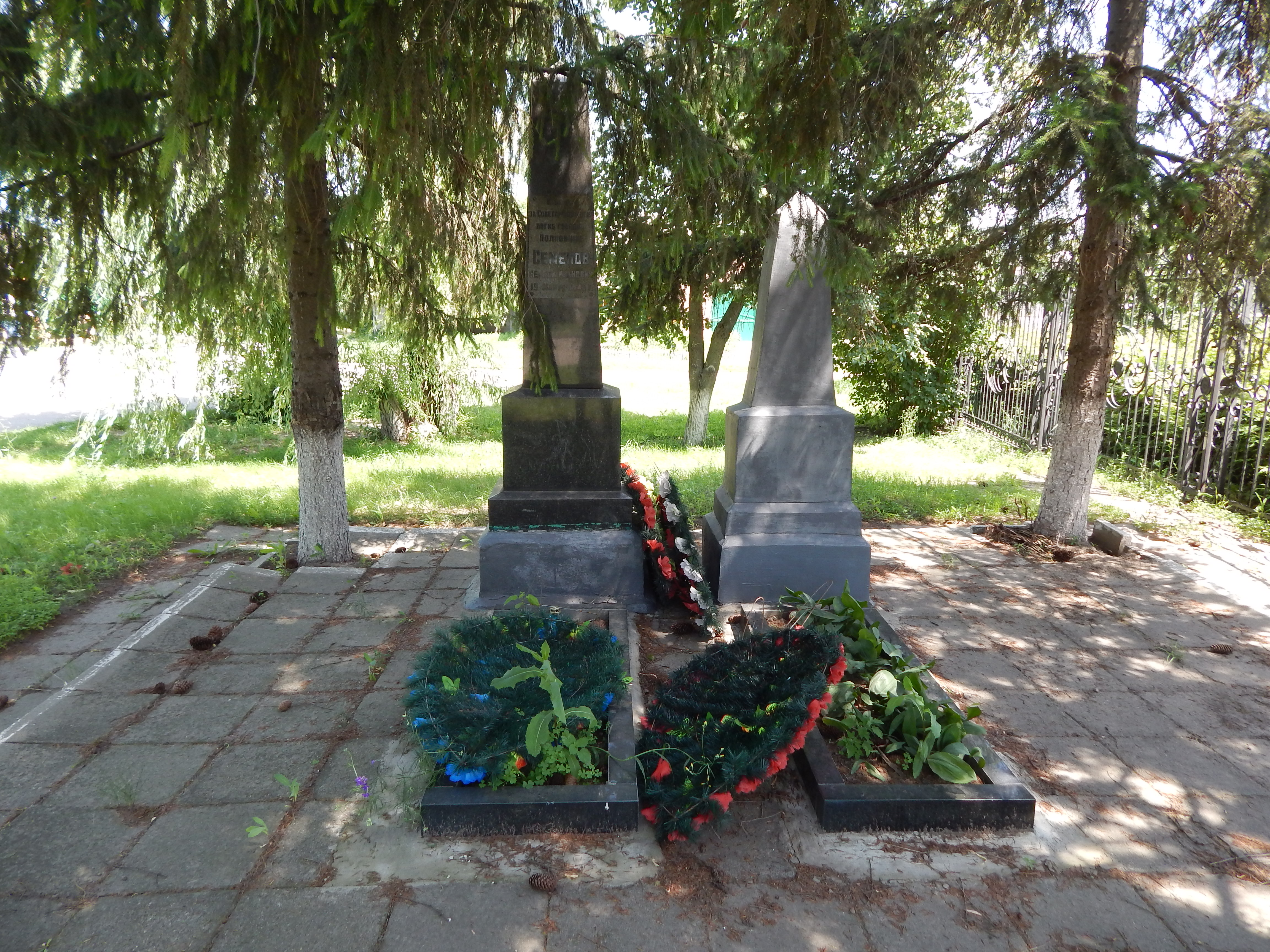
Могила (2021)
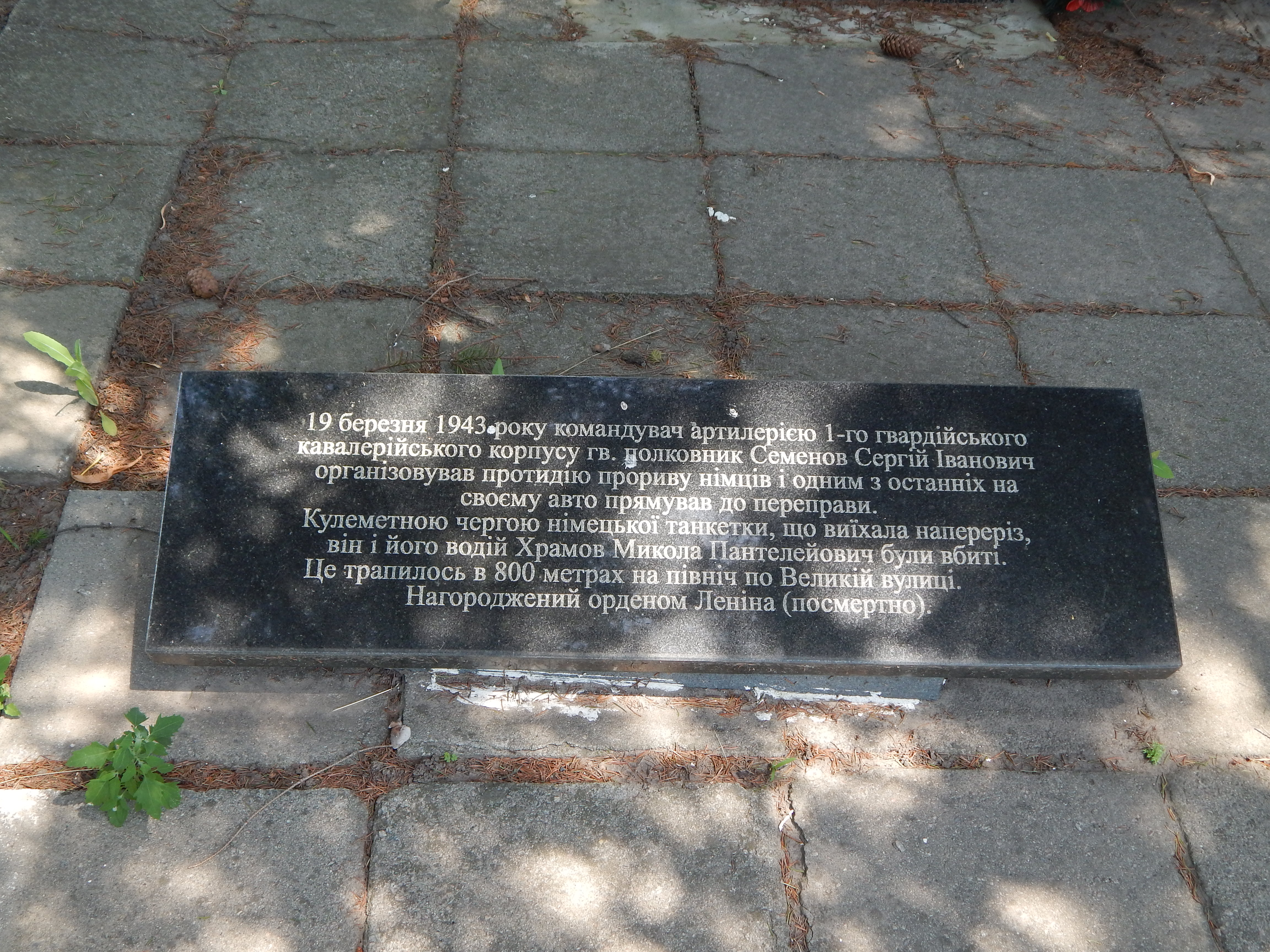
Плита (2021)

## Нагороди
- орден Червоного Прапора (30.01.1943)[2]
- орден Леніна (1.07.1944)[3]

### Коментар
1. ↑  Село було знищено під час Другої світової війни[1].